# Anatoli Logounov
Pour les articles homonymes, voir Logounov.
Anatoli Alexeïevitch Logounov (en russe : Анатолий Алексеевич Логунов), (né le 30 décembre 1926 à Obcharovka en URSS, mort le 1er mars 2015) était un physicien théoricien soviétique et russe, membre de l'Académie des sciences d'URSS,. Ses recherches portent sur la physique des particules, la théorie quantique des champs et la relativité générale.

## Biographie
Anatoli Logounov était le fils d'Alexeï Ivanovitch Logounov (1904-1987) et d'Agrippine Kouzminitchna Logounova (1904-1992). Il fait des études de physique théorique à l'université d'État de Moscou dont il est diplômé en 1953.
De 1954 à 1956, il travaille à l'université d'État de Moscou comme professeur assistant, puis de 1956 à 1963 au laboratoire de physique théorique de l'Institut unifié de recherches nucléaires (JINR) à Doubna alors dirigé par Nikolaï Bogolioubov. Dans les années 1960, Anatoli Logounov contribue à la création de l'Institut de physique des hautes énergies (IHEP) à Protvino. Il assure la direction de l'institut de 1963 à 1974. Il en est également directeur scientifique depuis 1974. De 1977 à 1992, Logounov est recteur de l'Université de Moscou et est à ce titre responsable en dernier ressort, selon la rédaction du New Criterion, de la politique de discrimination envers les étudiants juifs menée par cette université. Il reprend à nouveau la direction de l'IHEP de 1993 à 2003.
Anatoli Logounov entre à l'Académie des sciences d'URSS (aujourd'hui Académie russe des sciences) en tant que membre associé en 1968, puis membre à part entière en 1972. Il en est vice-président entre 1974 et 1991. Il est également membre étranger de l'Académie bulgare des sciences (1978), de l'Académie des sciences de la RDA (1978), de l'Académie des sciences de Géorgie (1996) et membre de l'International Academy of Sciences. Il est également docteur docteur honoris causa de onze universités dans le monde : Université Charles de Prague, Université Saint-Clément d'Ohrid de Sofia, Université d'Helsinki, Université Waseda etc..
Par ailleurs, A. Logounov a exercé plusieurs mandats politiques. Il fut membre du comité central du Parti communiste de l'Union soviétique (PCUS) de 1986 à 1990, député du Soviet suprême de la République socialiste fédérative soviétique de Russie (RSFSR) en 1975-1980 et du Soviet suprême de l'URSS en 1978-1989.
Il est rédacteur en chef de la revue russe Mathématiques et physique théorique et membre du comité de rédaction du magazine « Forum Asie-Pacifique pour la paix ».

## Travaux de recherche
Il a apporté des contributions fondamentales à l'élaboration de la théorie quantique des champs dans l'étude et l'application des relations de dispersion pour l'étude de quelques particules en interaction forte, la création de la méthode du groupe de renormalisation, qui a trouvé une application dans la résolution d'un large éventail de tâches. Pour la première fois elle permet d'utiliser efficacement la méthode des relations de dispersion pour l'étude des processus inélastiques, les «blocs» avec les points de terminaison virtuels et les processus de production multiple de particules. Il propose une nouvelle méthode efficace pour la prise en compte du problème relativiste de deux particules, qui trouve une large application dans l'électrodynamique quantique pour la description de la diffusion hadron à haute énergie et les équations dynamiques correspondantes (quasipotentiel Logounov-Tavkhelidze).
Son travail est récompensé en 1970 par le prix Lénine pour la conception et la construction en 1967 de l'accélérateur de protons de l'IHEP d'une énergie maximale de 70 GeV, le plus puissant de l'époque.
À partir des années 1980, A. Logounov développe une théorie relativiste de la gravitation comme alternative à la théorie de la relativité générale qu'il rejette, la considérant incompatible avec les lois de la physique. Il en publie les éléments à partir de 1987 dans Science et Vie, revue de vulgarisation, puis dans plusieurs articles spécialisés,. Cette théorie alternative est critiquée à travers plusieurs articles par la communauté scientifique, et en particulier par un autre académicien, Vitaly Ginzburg qui, outre le désaccord scientifique, reproche à Logounov d'avoir publié sa théorie dans une revue grand public avant un débat d'experts dans des revues spécialisées.

## Publications
Anatoli Logounov est auteur ou coauteur de plus de 455 articles scientifiques et monographies, ainsi que de plus de 50 ouvrages scientifiques ou de vulgarisation.
- N. N. Bogolioubov, A. A. Logounov, I. T. Todorov, Fondements de l'approche axiomatique de la théorie quantique des champs, Moscou, Nauka, les chefs. Ed. Sci. la littérature, 1969.
- N. N. Bogolioubov, A. A. Logounov, A. I. Oksak, Todorov, Principes généraux de la théorie quantique des champs, 2e, édition Fizmatlit, 2006.  (ISBN 5-9221-0612-0)
- A. A. Logounov, M. A. Mestvirichvili, La Théorie relativiste de la gravitation, Moscou, Nauka, 1989.
- A. A. Logounov, La Théorie du champ gravitationnel, Moscou, Nauka, 2000
- A. A. Logounov, La Théorie relativiste de la gravitation, Moscou, Nauka, 2006.
- D. Ikeda, A. A. Logounov, « Le Troisième pont arc en ciel : la recherche de la paix et humaine », in JAP, Moscou, Éditions du Progrès, 1988.
- A. A. Logounov, Cours théoriques sur la relativité et la gravitation, Université d'État Lomonossov, Moscou, 1998  (ISBN 5-88417-162-5).

## Prix, distinctions, honneurs
- Héros du travail socialiste (1980)
- Ordre du Mérite pour la Patrie degré II (14 janvier 2002) pour sa contribution exceptionnelle au développement de la science fondamentale nationale[14]
- Ordre du Mérite pour la Patrie degré III (28 août 1995) - pour les services à l'État et une contribution majeure au développement de l'industrie nucléaire[15]
- Ordre de Lénine (1971, 1975, 1980, 1986)
- Médaille du 100e anniversaire de V. I. Lénine (en) (1969)
- Ordre de l'Insigne d'honneur (1962)
- Médaille d'or de l'Académie tchécoslovaque des sciences (1977)[7]
- Médaille d'or de Lyapunov (1980)
- Prix Lénine pour la conception et la construction de l'accélérateur de protons de l'IHEP d'une énergie maximale de 70 GeV (1970)[9]
- Prix d'État de l'URSS en 1973 pour la photoproduction de pi-mésons, et en 1984 pour la méthode des groupes de renormalisation en théorie quantique des champs[9].
- Prix de la créativité de l'Académie (1992)
- Diplôme du président de la fédération de Russie (2012)
- Prix Bogoliubov (1996)
- Docteur honoris causa de l'Université Waseda[16]